# Flavius Euodius
Flavius Euodius (parfois orthographié Evodius) est un homme politique romain de la fin du IVe siècle.  
En tant que préfet du prétoire des Gaules, il est l'un des plus importants dignitaires de la cour de l'empereur Maxime à Trèves. Il est nommé consul pour l'année 386. 

## Biographie

### Contexte
Euodius est le préfet du prétoire des Gaules entre 385 à 386, sous les ordres de l'empereur Maxime. Ce dernier, un général d'origine espagnole qui commandait aux forces romaines en Grande-Bretagne, a été proclamé empereur par ses troupes en 383.    
Après avoir vaincu et fait exécuter l'empereur d'Occident Gratien le 25 août 383, Maxime exerce le pouvoir sur l'Espagne, la Gaule et sur la province de Bretagne. Les autres régions de l'Empire d'Occident, l'Italie, l'Illyrie et l'Afrique, passent sous l'administration du frère de Gratien Valentinien II, avec lequel la cour de Maxime à Trèves entretient une relation tendue.   

### Préfet du prétoire des Gaules
En tant que préfet du prétoire des Gaules, Euodius est l'un des principaux dignitaires de la cour basée à Trèves. Il mène en 385 le procès de Priscillien. Cet évêque espagnol accusé d'hérésie, a fait appel à l'empereur Maxime de sa condamnation au synode de Bordeaux par les évêques de Gaule. Les adversaires de Priscillien, en particulier Hydacius d'Emerita et Ithace d'Ossonoba, font pression pour obtenir sa condamnation. L'enquête refuse cependant de trancher sur les questions religieuses. Le tribunal se concentre plutôt sur les accusations relevant du juge séculier : accusations de maléfices et de pratiques immorales. Euodius le reconnaît coupable sur ces deux points.   
A l'issue de son procès Priscillien est condamné à mort à Trèves en 385 avec six de ses partisans. L'opinion publique interprète ce procès comme un procès d'hérésie aboutissant à des exécutions capitales - ce qui était contraire à la doctrine chrétienne de l'époque, qui n'admettait pas de condamnation à mort dans les affaires de foi. Le verdict suscite de nombreuses protestations, émanant notamment de Martin de Tours, d'Ambroise de Milan et du pape Sirice, qui contestent le recours à la peine de mort.    

### Consul
Euodius est nommé consul posterior par Maxime pour l'année 386 aux côtés du fils de l'empereur romain d'Orient Théodose Ier, alors âgé d'un peu plus d'un an. Cette nomination intervient dans un contexte de réchauffement des relations entre la cour de Valentinien II basée à Milan, celle de Théodose à Constantinople et celle de Maxime à Trèves,.   
Euodius est évoqué par Sulpice Sévère dans sa Vie de Martin de Tours. Le chroniqueur le décrit de manière élogieuse comme « l'homme le plus juste qui ait jamais été ».   